# Neonitocris calva
Neonitocris calva là một loài bọ cánh cứng trong họ Cerambycidae.